# Cuatro Días de Dunkerque 2019
La 65.ª edición de los Cuatro Días de Dunkerque (llamado oficialmente: 4 Jours de Dunkerque) fue una carrera de ciclismo en ruta por etapas que se celebró entre el 14 y el 19 de mayo de 2019 en Francia, por la región de Alta Francia con inicio y final en la ciudad de Dunkerque sobre un recorrido de 1055,7 kilómetros.
La prueba perteneció al UCI Europe Tour 2019 dentro de la categoría 2.HC (máxima categoría de estos circuitos). El vencedor final fue el neerlandés Mike Teunissen del Jumbo-Visma seguido del noruego Amund Grøndahl Jansen, compañero de equipo del ganador, y el belga Jens Keukeleire del Lotto Soudal.

## Equipos participantes
Tomaron parte en la carrera 18 equipos: 4 de categoría UCI WorldTeam invitados por la organización; 12 de categoría Profesional Continental; y 2 de categoría Continental. Formando así un pelotón de 126 ciclistas de los que acabaron 86. Los equipos participantes fueron:
| WorldTeams (4)- AG2R La Mondiale - Lotto Soudal - Groupama-FDJ - Team Jumbo-Visma Equipos continentales profesionales (12)- Cofidis, Solutions Crédits - Roompot-Charles - Arkéa-Samsic - Wanty-Groupe Gobert - Delko-Marseille Provence - Total Direct Énergie - Vital Concept-B&B Hotels - Sport Vlaanderen-Baloise - Wallonie Bruxelles - Corendon-Circus - Euskadi Basque Country-Murias - Israel Cycling Academy Equipos continentales (2)- Saint Michel-Auber 93 - Natura4Ever-Roubaix Lille Métropole |
| |

## Recorrido
Los Cuatro Días de Dunkerque dispuso de cinco etapas para un recorrido total de 1055,7 kilómetros, dividido en tres etapas llanas, y tres etapas de media montaña.
| Etapa     | Fecha     | Recorrido                      | type            | Distancia (km) | Ganador           | Líder             |
| --------- | --------- | ------------------------------ | --------------- | -------------- | ----------------- | ----------------- |
| 1.ª etapa | 14 de may | Dunkerque – Condé-sur-l'Escaut | etapa llana     | 172,9          | Dylan Groenewegen | Dylan Groenewegen |
| 2.ª etapa | 15 de may | Wallers – San Quintín          | etapa llana     | 177,7          | Dylan Groenewegen | Dylan Groenewegen |
| 3.ª etapa | 16 de may | Laon – Compiègne               | etapa escarpada | 156,5          | Dylan Groenewegen | Dylan Groenewegen |
| 4.ª etapa | 17 de may | Fort-Mahon-Plage – Le Portel   | etapa escarpada | 179,8          | Bryan Coquard     | Mike Teunissen    |
| 5.ª etapa | 18 de may | Gravelinas – Cassel            | etapa escarpada | 184,5          | Mike Teunissen    | Mike Teunissen    |
| 6.ª etapa | 19 de may | Roubaix – Dunkerque            | etapa llana     | 187,3          | Mike Teunissen    | Mike Teunissen    |

## Desarrollo de la carrera

### 1.ª etapa
| Dunkerque - Condé-sur-l'Escaut | etapa llana | (172,9 km) |

| \| Clasificación de la etapa \| Clasificación de la etapa \| Clasificación de la etapa \| Clasificación de la etapa \| Clasificación de la etapa \| \| Ciclista \| Ciclista \| Equipo \| Tiempo \| \| \| ------------------------- \| ------------------------- \| ----------------------------------- \| ------------------------- \| ------------------------- \| \| 1.º \| Dylan Groenewegen \| Team Jumbo-Visma \| 4 h 17 min 45 s \| \| \| 2.º \| Marc Sarreau \| Groupama-FDJ \| + 0 s \| \| \| 3.º \| Mike Teunissen \| Team Jumbo-Visma \| + 0 s \| \| \| 4.º \| Pierre Barbier \| Natura4Ever-Roubaix Lille Métropole \| + 0 s \| \| \| 5.º \| Emīls Liepiņš \| Wallonie Bruxelles \| + 0 s \| \| \| 6.º \| Rudy Barbier \| Israel Cycling Academy \| + 0 s \| \| \| 7.º \| Cyril Barthe \| Euskadi Basque Country-Murias \| + 0 s \| \| \| 8.º \| Amund Grøndahl Jansen \| Team Jumbo-Visma \| + 0 s \| \| \| 9.º \| Timothy Dupont \| Wanty-Gobert \| + 0 s \| \| \| 10.º \| José Daniel Viejo \| Euskadi Basque Country-Murias \| + 0 s \| \| |                       |                                     |                 |
| |                       |                                     |                 |
| Fuente: ProCyclingStats |                       |                                     |                 |
| Clasificación de la etapa |                       |                                     |                 |
| Ciclista | Ciclista              | Equipo                              | Tiempo          |
| 1.º | Dylan Groenewegen     | Team Jumbo-Visma                    | 4 h 17 min 45 s |
| 2.º | Marc Sarreau          | Groupama-FDJ                        | + 0 s           |
| 3.º | Mike Teunissen        | Team Jumbo-Visma                    | + 0 s           |
| 4.º | Pierre Barbier        | Natura4Ever-Roubaix Lille Métropole | + 0 s           |
| 5.º | Emīls Liepiņš         | Wallonie Bruxelles                  | + 0 s           |
| 6.º | Rudy Barbier          | Israel Cycling Academy              | + 0 s           |
| 7.º | Cyril Barthe          | Euskadi Basque Country-Murias       | + 0 s           |
| 8.º | Amund Grøndahl Jansen | Team Jumbo-Visma                    | + 0 s           |
| 9.º | Timothy Dupont        | Wanty-Gobert                        | + 0 s           |
| 10.º | José Daniel Viejo     | Euskadi Basque Country-Murias       | + 0 s           |

| \| Clasificación general \| Clasificación general \| Clasificación general \| Clasificación general \| Clasificación general \| \| Ciclista \| Ciclista \| Equipo \| Tiempo \| \| \| --------------------- \| --------------------- \| ----------------------------------- \| --------------------- \| --------------------- \| \| 1.º \| Dylan Groenewegen \| Team Jumbo-Visma \| 4 h 17 min 35 s \| \| \| 2.º \| Marc Sarreau \| Groupama-FDJ \| + 1 s \| \| \| 3.º \| Elmar Reinders \| Roompot-Charles \| + 4 s \| \| \| 4.º \| Mike Teunissen \| Team Jumbo-Visma \| + 6 s \| \| \| 5.º \| Samuel Leroux \| Natura4Ever-Roubaix Lille Métropole \| + 7 s \| \| \| 6.º \| Rudy Barbier \| Israel Cycling Academy \| + 8 s \| \| \| 7.º \| Tom Devriendt \| Wanty-Gobert \| + 8 s \| \| \| 8.º \| Dries De Bondt \| Corendon-Circus \| + 9 s \| \| \| 9.º \| Julien Duval \| AG2R La Mondiale \| + 9 s \| \| \| 10.º \| Pierre Barbier \| Natura4Ever-Roubaix Lille Métropole \| + 10 s \| \| |                   |                                     |                 |
| |                   |                                     |                 |
| Fuente: ProCyclingStats |                   |                                     |                 |
| Clasificación general |                   |                                     |                 |
| Ciclista | Ciclista          | Equipo                              | Tiempo          |
| 1.º | Dylan Groenewegen | Team Jumbo-Visma                    | 4 h 17 min 35 s |
| 2.º | Marc Sarreau      | Groupama-FDJ                        | + 1 s           |
| 3.º | Elmar Reinders    | Roompot-Charles                     | + 4 s           |
| 4.º | Mike Teunissen    | Team Jumbo-Visma                    | + 6 s           |
| 5.º | Samuel Leroux     | Natura4Ever-Roubaix Lille Métropole | + 7 s           |
| 6.º | Rudy Barbier      | Israel Cycling Academy              | + 8 s           |
| 7.º | Tom Devriendt     | Wanty-Gobert                        | + 8 s           |
| 8.º | Dries De Bondt    | Corendon-Circus                     | + 9 s           |
| 9.º | Julien Duval      | AG2R La Mondiale                    | + 9 s           |
| 10.º | Pierre Barbier    | Natura4Ever-Roubaix Lille Métropole | + 10 s          |

### 2.ª etapa
| Wallers - San Quintín | etapa llana | (177,7 km) |

| \| Clasificación de la etapa \| Clasificación de la etapa \| Clasificación de la etapa \| Clasificación de la etapa \| Clasificación de la etapa \| \| Ciclista \| Ciclista \| Equipo \| Tiempo \| \| \| ------------------------- \| ------------------------- \| ----------------------------------- \| ------------------------- \| ------------------------- \| \| 1.º \| Dylan Groenewegen \| Team Jumbo-Visma \| 4 h 08 min 33 s \| \| \| 2.º \| Timothy Dupont \| Wanty-Gobert \| + 0 s \| \| \| 3.º \| Roy Jans \| Corendon-Circus \| + 0 s \| \| \| 4.º \| Tom Van Asbroeck \| Israel Cycling Academy \| + 0 s \| \| \| 5.º \| Jens Keukeleire \| Lotto-Soudal \| + 0 s \| \| \| 6.º \| Piet Allegaert \| Sport Vlaanderen-Baloise \| + 0 s \| \| \| 7.º \| Mike Teunissen \| Team Jumbo-Visma \| + 0 s \| \| \| 8.º \| Michael Van Staeyen \| Roompot-Charles \| + 0 s \| \| \| 9.º \| Pieter Vanspeybrouck \| Wanty-Gobert \| + 0 s \| \| \| 10.º \| Pierre Barbier \| Natura4Ever-Roubaix Lille Métropole \| + 0 s \| \| |                      |                                     |                 |
| |                      |                                     |                 |
| Fuente: ProCyclingStats |                      |                                     |                 |
| Clasificación de la etapa |                      |                                     |                 |
| Ciclista | Ciclista             | Equipo                              | Tiempo          |
| 1.º | Dylan Groenewegen    | Team Jumbo-Visma                    | 4 h 08 min 33 s |
| 2.º | Timothy Dupont       | Wanty-Gobert                        | + 0 s           |
| 3.º | Roy Jans             | Corendon-Circus                     | + 0 s           |
| 4.º | Tom Van Asbroeck     | Israel Cycling Academy              | + 0 s           |
| 5.º | Jens Keukeleire      | Lotto-Soudal                        | + 0 s           |
| 6.º | Piet Allegaert       | Sport Vlaanderen-Baloise            | + 0 s           |
| 7.º | Mike Teunissen       | Team Jumbo-Visma                    | + 0 s           |
| 8.º | Michael Van Staeyen  | Roompot-Charles                     | + 0 s           |
| 9.º | Pieter Vanspeybrouck | Wanty-Gobert                        | + 0 s           |
| 10.º | Pierre Barbier       | Natura4Ever-Roubaix Lille Métropole | + 0 s           |

| \| Clasificación general \| Clasificación general \| Clasificación general \| Clasificación general \| Clasificación general \| \| Ciclista \| Ciclista \| Equipo \| Tiempo \| \| \| --------------------- \| --------------------- \| ----------------------------------- \| --------------------- \| --------------------- \| \| 1.º \| Dylan Groenewegen \| Team Jumbo-Visma \| 8 h 25 min 58 s \| \| \| 2.º \| Marc Sarreau \| Groupama-FDJ \| + 11 s \| \| \| 3.º \| Lasse Norman Leth \| Corendon-Circus \| + 12 s \| \| \| 4.º \| Timothy Dupont \| Wanty-Gobert \| + 14 s \| \| \| 5.º \| Elmar Reinders \| Roompot-Charles \| + 14 s \| \| \| 6.º \| Mike Teunissen \| Team Jumbo-Visma \| + 16 s \| \| \| 7.º \| Roy Jans \| Corendon-Circus \| + 16 s \| \| \| 8.º \| Samuel Leroux \| Natura4Ever-Roubaix Lille Métropole \| + 17 s \| \| \| 9.º \| Rudy Barbier \| Israel Cycling Academy \| + 18 s \| \| \| 10.º \| Dries De Bondt \| Corendon-Circus \| + 19 s \| \| |                   |                                     |                 |
| |                   |                                     |                 |
| Fuente: ProCyclingStats |                   |                                     |                 |
| Clasificación general |                   |                                     |                 |
| Ciclista | Ciclista          | Equipo                              | Tiempo          |
| 1.º | Dylan Groenewegen | Team Jumbo-Visma                    | 8 h 25 min 58 s |
| 2.º | Marc Sarreau      | Groupama-FDJ                        | + 11 s          |
| 3.º | Lasse Norman Leth | Corendon-Circus                     | + 12 s          |
| 4.º | Timothy Dupont    | Wanty-Gobert                        | + 14 s          |
| 5.º | Elmar Reinders    | Roompot-Charles                     | + 14 s          |
| 6.º | Mike Teunissen    | Team Jumbo-Visma                    | + 16 s          |
| 7.º | Roy Jans          | Corendon-Circus                     | + 16 s          |
| 8.º | Samuel Leroux     | Natura4Ever-Roubaix Lille Métropole | + 17 s          |
| 9.º | Rudy Barbier      | Israel Cycling Academy              | + 18 s          |
| 10.º | Dries De Bondt    | Corendon-Circus                     | + 19 s          |

### 3.ª etapa
| Laon - Compiègne | etapa escarpada | (156,5 km) |

| \| Clasificación de la etapa \| Clasificación de la etapa \| Clasificación de la etapa \| Clasificación de la etapa \| Clasificación de la etapa \| \| Ciclista \| Ciclista \| Equipo \| Tiempo \| \| \| ------------------------- \| ------------------------- \| -------------------------- \| ------------------------- \| ------------------------- \| \| 1.º \| Dylan Groenewegen \| Team Jumbo-Visma \| 3 h 33 min 54 s \| \| \| 2.º \| Marc Sarreau \| Groupama-FDJ \| + 0 s \| \| \| 3.º \| Christophe Laporte \| Cofidis, Solutions Crédits \| + 0 s \| \| \| 4.º \| Roy Jans \| Corendon-Circus \| + 0 s \| \| \| 5.º \| Timothy Dupont \| Wanty-Gobert \| + 0 s \| \| \| 6.º \| Aksel Nõmmela \| Wallonie Bruxelles \| + 0 s \| \| \| 7.º \| Kevyn Ista \| Wallonie Bruxelles \| + 0 s \| \| \| 8.º \| Tom Van Asbroeck \| Israel Cycling Academy \| + 0 s \| \| \| 9.º \| Jens Keukeleire \| Lotto-Soudal \| + 0 s \| \| \| 10.º \| Michael Van Staeyen \| Roompot-Charles \| + 0 s \| \| |                     |                            |                 |
| |                     |                            |                 |
| Fuente: ProCyclingStats |                     |                            |                 |
| Clasificación de la etapa |                     |                            |                 |
| Ciclista | Ciclista            | Equipo                     | Tiempo          |
| 1.º | Dylan Groenewegen   | Team Jumbo-Visma           | 3 h 33 min 54 s |
| 2.º | Marc Sarreau        | Groupama-FDJ               | + 0 s           |
| 3.º | Christophe Laporte  | Cofidis, Solutions Crédits | + 0 s           |
| 4.º | Roy Jans            | Corendon-Circus            | + 0 s           |
| 5.º | Timothy Dupont      | Wanty-Gobert               | + 0 s           |
| 6.º | Aksel Nõmmela       | Wallonie Bruxelles         | + 0 s           |
| 7.º | Kevyn Ista          | Wallonie Bruxelles         | + 0 s           |
| 8.º | Tom Van Asbroeck    | Israel Cycling Academy     | + 0 s           |
| 9.º | Jens Keukeleire     | Lotto-Soudal               | + 0 s           |
| 10.º | Michael Van Staeyen | Roompot-Charles            | + 0 s           |

| \| Clasificación general \| Clasificación general \| Clasificación general \| Clasificación general \| Clasificación general \| \| Ciclista \| Ciclista \| Equipo \| Tiempo \| \| \| --------------------- \| --------------------- \| -------------------------- \| --------------------- \| --------------------- \| \| 1.º \| Dylan Groenewegen \| Team Jumbo-Visma \| 11 h 59 min 42 s \| \| \| 2.º \| Marc Sarreau \| Groupama-FDJ \| + 15 s \| \| \| 3.º \| Timothy Dupont \| Wanty-Gobert \| + 24 s \| \| \| 4.º \| Mike Teunissen \| Team Jumbo-Visma \| + 26 s \| \| \| 5.º \| Jens Keukeleire \| Lotto-Soudal \| + 26 s \| \| \| 6.º \| Roy Jans \| Corendon-Circus \| + 26 s \| \| \| 7.º \| Christophe Laporte \| Cofidis, Solutions Crédits \| + 26 s \| \| \| 8.º \| Anthony Turgis \| Total Direct Énergie \| + 27 s \| \| \| 9.º \| Lasse Norman Leth \| Corendon-Circus \| + 28 s \| \| \| 10.º \| Elmar Reinders \| Roompot-Charles \| + 29 s \| \| |                    |                            |                  |
| |                    |                            |                  |
| Fuente: ProCyclingStats |                    |                            |                  |
| Clasificación general |                    |                            |                  |
| Ciclista | Ciclista           | Equipo                     | Tiempo           |
| 1.º | Dylan Groenewegen  | Team Jumbo-Visma           | 11 h 59 min 42 s |
| 2.º | Marc Sarreau       | Groupama-FDJ               | + 15 s           |
| 3.º | Timothy Dupont     | Wanty-Gobert               | + 24 s           |
| 4.º | Mike Teunissen     | Team Jumbo-Visma           | + 26 s           |
| 5.º | Jens Keukeleire    | Lotto-Soudal               | + 26 s           |
| 6.º | Roy Jans           | Corendon-Circus            | + 26 s           |
| 7.º | Christophe Laporte | Cofidis, Solutions Crédits | + 26 s           |
| 8.º | Anthony Turgis     | Total Direct Énergie       | + 27 s           |
| 9.º | Lasse Norman Leth  | Corendon-Circus            | + 28 s           |
| 10.º | Elmar Reinders     | Roompot-Charles            | + 29 s           |

### 4.ª etapa
| Fort-Mahon-Plage - Le Portel | etapa escarpada | (179,8 km) |

| \| Clasificación de la etapa \| Clasificación de la etapa \| Clasificación de la etapa \| Clasificación de la etapa \| Clasificación de la etapa \| \| Ciclista \| Ciclista \| Equipo \| Tiempo \| \| \| ------------------------- \| ------------------------- \| ----------------------------------- \| ------------------------- \| ------------------------- \| \| 1.º \| Bryan Coquard \| Vital Concept-B&B Hotels \| 4 h 37 min 19 s \| \| \| 2.º \| Clément Venturini \| AG2R La Mondiale \| + 0 s \| \| \| 3.º \| Mike Teunissen \| Team Jumbo-Visma \| + 0 s \| \| \| 4.º \| Tom Van Asbroeck \| Israel Cycling Academy \| + 0 s \| \| \| 5.º \| Jens Keukeleire \| Lotto-Soudal \| + 0 s \| \| \| 6.º \| Dimitri Claeys \| Cofidis, Solutions Crédits \| + 0 s \| \| \| 7.º \| Aimé De Gendt \| Wanty-Gobert \| + 0 s \| \| \| 8.º \| Julien Antomarchi \| Natura4Ever-Roubaix Lille Métropole \| + 0 s \| \| \| 9.º \| Piet Allegaert \| Sport Vlaanderen-Baloise \| + 0 s \| \| \| 10.º \| Anthony Delaplace \| Arkéa-Samsic \| + 0 s \| \| |                   |                                     |                 |
| |                   |                                     |                 |
| Fuente: ProCyclingStats |                   |                                     |                 |
| Clasificación de la etapa |                   |                                     |                 |
| Ciclista | Ciclista          | Equipo                              | Tiempo          |
| 1.º | Bryan Coquard     | Vital Concept-B&B Hotels            | 4 h 37 min 19 s |
| 2.º | Clément Venturini | AG2R La Mondiale                    | + 0 s           |
| 3.º | Mike Teunissen    | Team Jumbo-Visma                    | + 0 s           |
| 4.º | Tom Van Asbroeck  | Israel Cycling Academy              | + 0 s           |
| 5.º | Jens Keukeleire   | Lotto-Soudal                        | + 0 s           |
| 6.º | Dimitri Claeys    | Cofidis, Solutions Crédits          | + 0 s           |
| 7.º | Aimé De Gendt     | Wanty-Gobert                        | + 0 s           |
| 8.º | Julien Antomarchi | Natura4Ever-Roubaix Lille Métropole | + 0 s           |
| 9.º | Piet Allegaert    | Sport Vlaanderen-Baloise            | + 0 s           |
| 10.º | Anthony Delaplace | Arkéa-Samsic                        | + 0 s           |

| \| Clasificación general \| Clasificación general \| Clasificación general \| Clasificación general \| Clasificación general \| \| Ciclista \| Ciclista \| Equipo \| Tiempo \| \| \| --------------------- \| --------------------- \| ----------------------------- \| --------------------- \| --------------------- \| \| 1.º \| Mike Teunissen \| Team Jumbo-Visma \| 16 h 37 min 23 s \| \| \| 2.º \| Jens Keukeleire \| Lotto-Soudal \| + 4 s \| \| \| 3.º \| Anthony Turgis \| Total Direct Énergie \| + 5 s \| \| \| 4.º \| Tom Van Asbroeck \| Israel Cycling Academy \| + 8 s \| \| \| 5.º \| Amund Grøndahl Jansen \| Team Jumbo-Visma \| + 8 s \| \| \| 6.º \| Marc Sarreau \| Groupama-FDJ \| + 12 s \| \| \| 7.º \| Piet Allegaert \| Sport Vlaanderen-Baloise \| + 14 s \| \| \| 8.º \| Anthony Delaplace \| Arkéa-Samsic \| + 14 s \| \| \| 9.º \| Aimé De Gendt \| Wanty-Gobert \| + 14 s \| \| \| 10.º \| Héctor Sáez Benito \| Euskadi Basque Country-Murias \| + 14 s \| \| |                       |                               |                  |
| |                       |                               |                  |
| Fuente: ProCyclingStats |                       |                               |                  |
| Clasificación general |                       |                               |                  |
| Ciclista | Ciclista              | Equipo                        | Tiempo           |
| 1.º | Mike Teunissen        | Team Jumbo-Visma              | 16 h 37 min 23 s |
| 2.º | Jens Keukeleire       | Lotto-Soudal                  | + 4 s            |
| 3.º | Anthony Turgis        | Total Direct Énergie          | + 5 s            |
| 4.º | Tom Van Asbroeck      | Israel Cycling Academy        | + 8 s            |
| 5.º | Amund Grøndahl Jansen | Team Jumbo-Visma              | + 8 s            |
| 6.º | Marc Sarreau          | Groupama-FDJ                  | + 12 s           |
| 7.º | Piet Allegaert        | Sport Vlaanderen-Baloise      | + 14 s           |
| 8.º | Anthony Delaplace     | Arkéa-Samsic                  | + 14 s           |
| 9.º | Aimé De Gendt         | Wanty-Gobert                  | + 14 s           |
| 10.º | Héctor Sáez Benito    | Euskadi Basque Country-Murias | + 14 s           |

### 5.ª etapa
| Gravelinas - Cassel | etapa escarpada | (184,5 km) |

| \| Clasificación de la etapa \| Clasificación de la etapa \| Clasificación de la etapa \| Clasificación de la etapa \| Clasificación de la etapa \| \| Ciclista \| Ciclista \| Equipo \| Tiempo \| \| \| ------------------------- \| ------------------------- \| ----------------------------------- \| ------------------------- \| ------------------------- \| \| 1.º \| Mike Teunissen \| Team Jumbo-Visma \| 4 h 38 min 56 s \| \| \| 2.º \| Clément Venturini \| AG2R La Mondiale \| + 0 s \| \| \| 3.º \| Amund Grøndahl Jansen \| Team Jumbo-Visma \| + 0 s \| \| \| 4.º \| Jens Keukeleire \| Lotto-Soudal \| + 8 s \| \| \| 5.º \| Aimé De Gendt \| Wanty-Gobert \| + 8 s \| \| \| 6.º \| Anthony Turgis \| Total Direct Énergie \| + 11 s \| \| \| 7.º \| Dimitri Claeys \| Cofidis, Solutions Crédits \| + 11 s \| \| \| 8.º \| Anthony Delaplace \| Arkéa-Samsic \| + 11 s \| \| \| 9.º \| Tom Van Asbroeck \| Israel Cycling Academy \| + 11 s \| \| \| 10.º \| Julien Antomarchi \| Natura4Ever-Roubaix Lille Métropole \| + 11 s \| \| |                       |                                     |                 |
| |                       |                                     |                 |
| Fuente: ProCyclingStats |                       |                                     |                 |
| Clasificación de la etapa |                       |                                     |                 |
| Ciclista | Ciclista              | Equipo                              | Tiempo          |
| 1.º | Mike Teunissen        | Team Jumbo-Visma                    | 4 h 38 min 56 s |
| 2.º | Clément Venturini     | AG2R La Mondiale                    | + 0 s           |
| 3.º | Amund Grøndahl Jansen | Team Jumbo-Visma                    | + 0 s           |
| 4.º | Jens Keukeleire       | Lotto-Soudal                        | + 8 s           |
| 5.º | Aimé De Gendt         | Wanty-Gobert                        | + 8 s           |
| 6.º | Anthony Turgis        | Total Direct Énergie                | + 11 s          |
| 7.º | Dimitri Claeys        | Cofidis, Solutions Crédits          | + 11 s          |
| 8.º | Anthony Delaplace     | Arkéa-Samsic                        | + 11 s          |
| 9.º | Tom Van Asbroeck      | Israel Cycling Academy              | + 11 s          |
| 10.º | Julien Antomarchi     | Natura4Ever-Roubaix Lille Métropole | + 11 s          |

| \| Clasificación general \| Clasificación general \| Clasificación general \| Clasificación general \| Clasificación general \| \| Ciclista \| Ciclista \| Equipo \| Tiempo \| \| \| --------------------- \| --------------------- \| ----------------------------------- \| --------------------- \| --------------------- \| \| 1.º \| Mike Teunissen \| Team Jumbo-Visma \| 21 h 16 min 09 s \| \| \| 2.º \| Amund Grøndahl Jansen \| Team Jumbo-Visma \| + 14 s \| \| \| 3.º \| Jens Keukeleire \| Lotto-Soudal \| + 22 s \| \| \| 4.º \| Anthony Turgis \| Total Direct Énergie \| + 26 s \| \| \| 5.º \| Tom Van Asbroeck \| Israel Cycling Academy \| + 29 s \| \| \| 6.º \| Aimé De Gendt \| Wanty-Gobert \| + 32 s \| \| \| 7.º \| Anthony Delaplace \| Arkéa-Samsic \| + 35 s \| \| \| 8.º \| Dimitri Claeys \| Cofidis, Solutions Crédits \| + 35 s \| \| \| 9.º \| Julien Antomarchi \| Natura4Ever-Roubaix Lille Métropole \| + 35 s \| \| \| 10.º \| Frederik Backaert \| Wanty-Gobert \| + 52 s \| \| |                       |                                     |                  |
| |                       |                                     |                  |
| Fuente: ProCyclingStats |                       |                                     |                  |
| Clasificación general |                       |                                     |                  |
| Ciclista | Ciclista              | Equipo                              | Tiempo           |
| 1.º | Mike Teunissen        | Team Jumbo-Visma                    | 21 h 16 min 09 s |
| 2.º | Amund Grøndahl Jansen | Team Jumbo-Visma                    | + 14 s           |
| 3.º | Jens Keukeleire       | Lotto-Soudal                        | + 22 s           |
| 4.º | Anthony Turgis        | Total Direct Énergie                | + 26 s           |
| 5.º | Tom Van Asbroeck      | Israel Cycling Academy              | + 29 s           |
| 6.º | Aimé De Gendt         | Wanty-Gobert                        | + 32 s           |
| 7.º | Anthony Delaplace     | Arkéa-Samsic                        | + 35 s           |
| 8.º | Dimitri Claeys        | Cofidis, Solutions Crédits          | + 35 s           |
| 9.º | Julien Antomarchi     | Natura4Ever-Roubaix Lille Métropole | + 35 s           |
| 10.º | Frederik Backaert     | Wanty-Gobert                        | + 52 s           |

### 6.ª etapa
| Roubaix - Dunkerque | etapa llana | (187,3 km) |

| \| Clasificación de la etapa \| Clasificación de la etapa \| Clasificación de la etapa \| Clasificación de la etapa \| Clasificación de la etapa \| \| Ciclista \| Ciclista \| Equipo \| Tiempo \| \| \| ------------------------- \| ------------------------- \| ----------------------------------- \| ------------------------- \| ------------------------- \| \| 1.º \| Mike Teunissen \| Team Jumbo-Visma \| 4 h 21 min 42 s \| \| \| 2.º \| Dylan Groenewegen \| Team Jumbo-Visma \| + 0 s \| \| \| 3.º \| Timothy Dupont \| Wanty-Gobert \| + 0 s \| \| \| 4.º \| Marc Sarreau \| Groupama-FDJ \| + 0 s \| \| \| 5.º \| Bryan Coquard \| Vital Concept-B&B Hotels \| + 0 s \| \| \| 6.º \| Enzo Wouters \| Lotto-Soudal \| + 0 s \| \| \| 7.º \| Tom Van Asbroeck \| Israel Cycling Academy \| + 0 s \| \| \| 8.º \| Kevyn Ista \| Wallonie Bruxelles \| + 0 s \| \| \| 9.º \| Emiel Vermeulen \| Natura4Ever-Roubaix Lille Métropole \| + 0 s \| \| \| 10.º \| Jens Keukeleire \| Lotto-Soudal \| + 0 s \| \| |                   |                                     |                 |
| |                   |                                     |                 |
| Fuente: ProCyclingStats |                   |                                     |                 |
| Clasificación de la etapa |                   |                                     |                 |
| Ciclista | Ciclista          | Equipo                              | Tiempo          |
| 1.º | Mike Teunissen    | Team Jumbo-Visma                    | 4 h 21 min 42 s |
| 2.º | Dylan Groenewegen | Team Jumbo-Visma                    | + 0 s           |
| 3.º | Timothy Dupont    | Wanty-Gobert                        | + 0 s           |
| 4.º | Marc Sarreau      | Groupama-FDJ                        | + 0 s           |
| 5.º | Bryan Coquard     | Vital Concept-B&B Hotels            | + 0 s           |
| 6.º | Enzo Wouters      | Lotto-Soudal                        | + 0 s           |
| 7.º | Tom Van Asbroeck  | Israel Cycling Academy              | + 0 s           |
| 8.º | Kevyn Ista        | Wallonie Bruxelles                  | + 0 s           |
| 9.º | Emiel Vermeulen   | Natura4Ever-Roubaix Lille Métropole | + 0 s           |
| 10.º | Jens Keukeleire   | Lotto-Soudal                        | + 0 s           |

## Clasificaciones finales
- Las clasificaciones finalizaron de la siguiente forma:[5]

### Clasificación general
| \| Clasificación general \| Clasificación general \| Clasificación general \| Clasificación general \| Clasificación general \| \| Ciclista \| Ciclista \| Equipo \| Tiempo \| \| \| --------------------- \| --------------------- \| ----------------------------------- \| --------------------- \| --------------------- \| \| 1.º \| Mike Teunissen \| Team Jumbo-Visma \| 25 h 37 min 41 s \| \| \| 2.º \| Amund Grøndahl Jansen \| Team Jumbo-Visma \| + 24 s \| \| \| 3.º \| Jens Keukeleire \| Lotto-Soudal \| + 32 s \| \| \| 4.º \| Anthony Turgis \| Total Direct Énergie \| + 36 s \| \| \| 5.º \| Tom Van Asbroeck \| Israel Cycling Academy \| + 39 s \| \| \| 6.º \| Aimé De Gendt \| Wanty-Gobert \| + 42 s \| \| \| 7.º \| Anthony Delaplace \| Arkéa-Samsic \| + 45 s \| \| \| 8.º \| Dimitri Claeys \| Cofidis, Solutions Crédits \| + 45 s \| \| \| 9.º \| Julien Antomarchi \| Natura4Ever-Roubaix Lille Métropole \| + 54 s \| \| \| 10.º \| Frederik Backaert \| Wanty-Gobert \| + 1 min 02 s \| \| |                       |                                     |                  |
| |                       |                                     |                  |
| Fuente: ProCyclingStats |                       |                                     |                  |
| Clasificación general |                       |                                     |                  |
| Ciclista | Ciclista              | Equipo                              | Tiempo           |
| 1.º | Mike Teunissen        | Team Jumbo-Visma                    | 25 h 37 min 41 s |
| 2.º | Amund Grøndahl Jansen | Team Jumbo-Visma                    | + 24 s           |
| 3.º | Jens Keukeleire       | Lotto-Soudal                        | + 32 s           |
| 4.º | Anthony Turgis        | Total Direct Énergie                | + 36 s           |
| 5.º | Tom Van Asbroeck      | Israel Cycling Academy              | + 39 s           |
| 6.º | Aimé De Gendt         | Wanty-Gobert                        | + 42 s           |
| 7.º | Anthony Delaplace     | Arkéa-Samsic                        | + 45 s           |
| 8.º | Dimitri Claeys        | Cofidis, Solutions Crédits          | + 45 s           |
| 9.º | Julien Antomarchi     | Natura4Ever-Roubaix Lille Métropole | + 54 s           |
| 10.º | Frederik Backaert     | Wanty-Gobert                        | + 1 min 02 s     |

### Clasificación de la montaña
| Clasificación de la montaña | Clasificación de la montaña | Clasificación de la montaña         | Clasificación de la montaña | Clasificación de la montaña |
| Ciclista                    | Ciclista                    | Equipo                              | Puntos                      |                             |
| --------------------------- | --------------------------- | ----------------------------------- | --------------------------- | --------------------------- |
| 1.º                         | Lionel Taminiaux            | Wallonie Bruxelles                  | 29 pts                      |                             |
| 2.º                         | Julien Trarieux             | Delko Marseille Provence            | 10 pts                      |                             |
| 3.º                         | Lasse Norman Leth           | Corendon-Circus                     | 10 pts                      |                             |
| 4.º                         | Elmar Reinders              | Roompot-Charles                     | 9 pts                       |                             |
| 5.º                         | Clément Carisey             | Israel Cycling Academy              | 7 pts                       |                             |
| 6.º                         | Romain Cardis               | Total Direct Énergie                | 6 pts                       |                             |
| 7.º                         | Amund Grøndahl Jansen       | Team Jumbo-Visma                    | 6 pts                       |                             |
| 8.º                         | Jens Keukeleire             | Lotto-Soudal                        | 6 pts                       |                             |
| 9.º                         | Samuel Leroux               | Natura4Ever-Roubaix Lille Métropole | 6 pts                       |                             |
| 10.º                        | Tony Hurel                  | Saint Michel-Auber 93               | 6 pts                       |                             |

### Clasificación por puntos
| Clasificación por puntos | Clasificación por puntos | Clasificación por puntos            | Clasificación por puntos | Clasificación por puntos |
| Ciclista                 | Ciclista                 | Equipo                              | Puntos                   |                          |
| ------------------------ | ------------------------ | ----------------------------------- | ------------------------ | ------------------------ |
| 1.º                      | Mike Teunissen           | Team Jumbo-Visma                    | 83 pts                   |                          |
| 2.º                      | Dylan Groenewegen        | Team Jumbo-Visma                    | 77 pts                   |                          |
| 3.º                      | Marc Sarreau             | Groupama-FDJ                        | 53 pts                   |                          |
| 4.º                      | Tom Van Asbroeck         | Israel Cycling Academy              | 53 pts                   |                          |
| 5.º                      | Jens Keukeleire          | Lotto-Soudal                        | 52 pts                   |                          |
| 6.º                      | Timothy Dupont           | Wanty-Gobert                        | 50 pts                   |                          |
| 7.º                      | Amund Grøndahl Jansen    | Team Jumbo-Visma                    | 30 pts                   |                          |
| 8.º                      | Roy Jans                 | Corendon-Circus                     | 29 pts                   |                          |
| 9.º                      | Pierre Barbier           | Natura4Ever-Roubaix Lille Métropole | 22 pts                   |                          |
| 10.º                     | Anthony Turgis           | Total Direct Énergie                | 21 pts                   |                          |

### Clasificación de los jóvenes
| Clasificación del mejor joven | Clasificación del mejor joven | Clasificación del mejor joven | Clasificación del mejor joven | Clasificación del mejor joven |
| Ciclista                      | Ciclista                      | Equipo                        | Tiempo                        |                               |
| ----------------------------- | ----------------------------- | ----------------------------- | ----------------------------- | ----------------------------- |
| 1.º                           | Anthony Turgis                | Total Direct Énergie          | 25 h 38 min 17 s              |                               |
| 2.º                           | Aimé De Gendt                 | Wanty-Gobert                  | + 6 s                         |                               |
| 3.º                           | Cyril Barthe                  | Euskadi Basque Country-Murias | + 47 s                        |                               |
| 4.º                           | Aksel Nõmmela                 | Wallonie Bruxelles            | + 52 s                        |                               |
| 5.º                           | Kevin Geniets                 | Groupama-FDJ                  | + 1 min 13 s                  |                               |
| 6.º                           | Stan Dewulf                   | Lotto-Soudal                  | + 1 min 17 s                  |                               |
| 7.º                           | Connor Swift                  | Arkéa-Samsic                  | + 1 min 48 s                  |                               |
| 8.º                           | Piet Allegaert                | Sport Vlaanderen-Baloise      | + 2 min 00 s                  |                               |
| 9.º                           | Rémy Mertz                    | Lotto-Soudal                  | + 2 min 42 s                  |                               |
| 10.º                          | Aaron Van Poucke              | Sport Vlaanderen-Baloise      | + 3 min 07 s                  |                               |

### Clasificación por equipos
| Clasificación por equipos | Clasificación por equipos  | Clasificación por equipos | Clasificación por equipos |
| Equipo                    | Equipo                     | Tiempo                    |                           |
| ------------------------- | -------------------------- | ------------------------- | ------------------------- |
| 1.º                       | Arkéa-Samsic               | 76 h 56 min 38 s          |                           |
| 2.º                       | Lotto Soudal               | + 1 min 17 s              |                           |
| 3.º                       | Saint Michel-Auber 93      | + 1 min 50 s              |                           |
| 4.º                       | AG2R La Mondiale           | + 2 min 44 s              |                           |
| 5.º                       | Sport Vlaanderen-Baloise   | + 3 min 23 s              |                           |
| 6.º                       | Team Jumbo-Visma           | + 3 min 28 s              |                           |
| 7.º                       | Corendon-Circus            | + 4 min 53 s              |                           |
| 8.º                       | Wallonie Bruxelles         | + 6 min 16 s              |                           |
| 9.º                       | Total Direct Énergie       | + 6 min 22 s              |                           |
| 10.º                      | Cofidis, Solutions Crédits | + 8 min 14 s              |                           |

## Evolución de las clasificaciones
| Etapa                   | Vencedor                | Clasificación general | Clasificación de la montaña | Clasificación por puntos | Clasificación de los jóvenes | Clasificación por equipos |
| ----------------------- | ----------------------- | --------------------- | --------------------------- | ------------------------ | ---------------------------- | ------------------------- |
| 1.ª                     | Dylan Groenewegen       | Dylan Groenewegen     | Tom Devriendt               | Marc Sarreau             | Samuel Leroux                | Jumbo-Visma               |
| 2.ª                     | Dylan Groenewegen       | Dylan Groenewegen     | Tom Devriendt               | Dylan Groenewegen        | Samuel Leroux                | Jumbo-Visma               |
| 3.ª                     | Dylan Groenewegen       | Dylan Groenewegen     | Tom Devriendt               | Dylan Groenewegen        | Anthony Turgis               | Jumbo-Visma               |
| 4.ª                     | Bryan Coquard           | Mike Teunissen        | Tom Devriendt               | Dylan Groenewegen        | Anthony Turgis               | Jumbo-Visma               |
| 5.ª                     | Mike Teunissen          | Mike Teunissen        | Lionel Taminiaux            | Mike Teunissen           | Anthony Turgis               | Arkéa Samsic              |
| 6.ª                     | Mike Teunissen          | Mike Teunissen        | Lionel Taminiaux            | Mike Teunissen           | Anthony Turgis               | Arkéa Samsic              |
| Clasificaciones finales | Clasificaciones finales | Mike Teunissen        | Lionel Taminiaux            | Mike Teunissen           | Anthony Turgis               | Arkéa Samsic              |

## UCI World Ranking
Los Cuatro Días de Dunkerque otorgó puntos para el UCI World Ranking para corredores de los equipos en las categorías UCI WorldTeam, Profesional Continental y Equipos Continentales. Las siguientes tablas son el baremo de puntuación y los corredores que obtuvieron puntos:
| Posición              | 1.º | 2.º | 3.º | 4.º | 5.º | 6.º | 7.º | 8.º | 9.º | 10.º | 11.º | 12.º | 13.º | 14.º | 15.º | 16.º-30.º | 31.º-40.º |
| Clasificación general | 200 | 150 | 125 | 100 | 85  | 70  | 60  | 50  | 40  | 35   | 30   | 25   | 20   | 15   | 10   | 5         | 3         |
| Por etapa             | 20  | 10  | 5   |     |     |     |     |     |     |      |      |      |      |      |      |           |           |
| Líder                 | 5   |     |     |     |     |     |     |     |     |      |      |      |      |      |      |           |           |

| Clasificación |                       |                            |         |       |       |       |
| Posición      | Ciclista              | Equipo                     | General | Etapa | Líder | Total |
| ------------- | --------------------- | -------------------------- | ------- | ----- | ----- | ----- |
| 1.º           | Mike Teunissen        | Jumbo-Visma                | 200     | 50    | 10    | 260   |
| 2.º           | Amund Grøndahl Jansen | Jumbo-Visma                | 150     | 5     | -     | 155   |
| 3.º           | Jens Keukeleire       | Lotto Soudal               | 125     | -     | -     | 125   |
| 4.º           | Anthony Turgis        | Total Direct Énergie       | 100     | -     | -     | 100   |
| 5.º           | Tom Van Asbroeck      | Israel Cycling Academy     | 85      | -     | -     | 85    |
| 6.º           | Dylan Groenewegen     | Jumbo-Visma                | -       | 70    | 15    | 85    |
| 7.º           | Aimé De Gendt         | Wanty-Gobert               | 70      | -     | -     | 70    |
| 8.º           | Anthony Delaplace     | Arkéa Samsic               | 60      | -     | -     | 60    |
| 9.º           | Dimitri Claeys        | Cofidis, Solutions Crédits | 50      | -     | -     | 50    |
| 10.º          | Bryan Coquard         | Vital Concept-B&B Hotels   | 30      | 20    | -     | 50    |